# 伽藍神
伽藍神，又稱為伽藍、伽藍菩薩、伽藍尊者，是佛寺的守護神，廣義泛指擁護佛教之護法善神。:2770

## 名稱
伽藍神，名稱源於伽藍。伽藍是僧伽藍摩（梵語saṃghārāma）的簡稱，譯曰眾園，意指佛教寺院。伽藍神即是寺院的受護神，有時被稱為護伽藍神、守伽藍神、寺神:2770

## 介紹

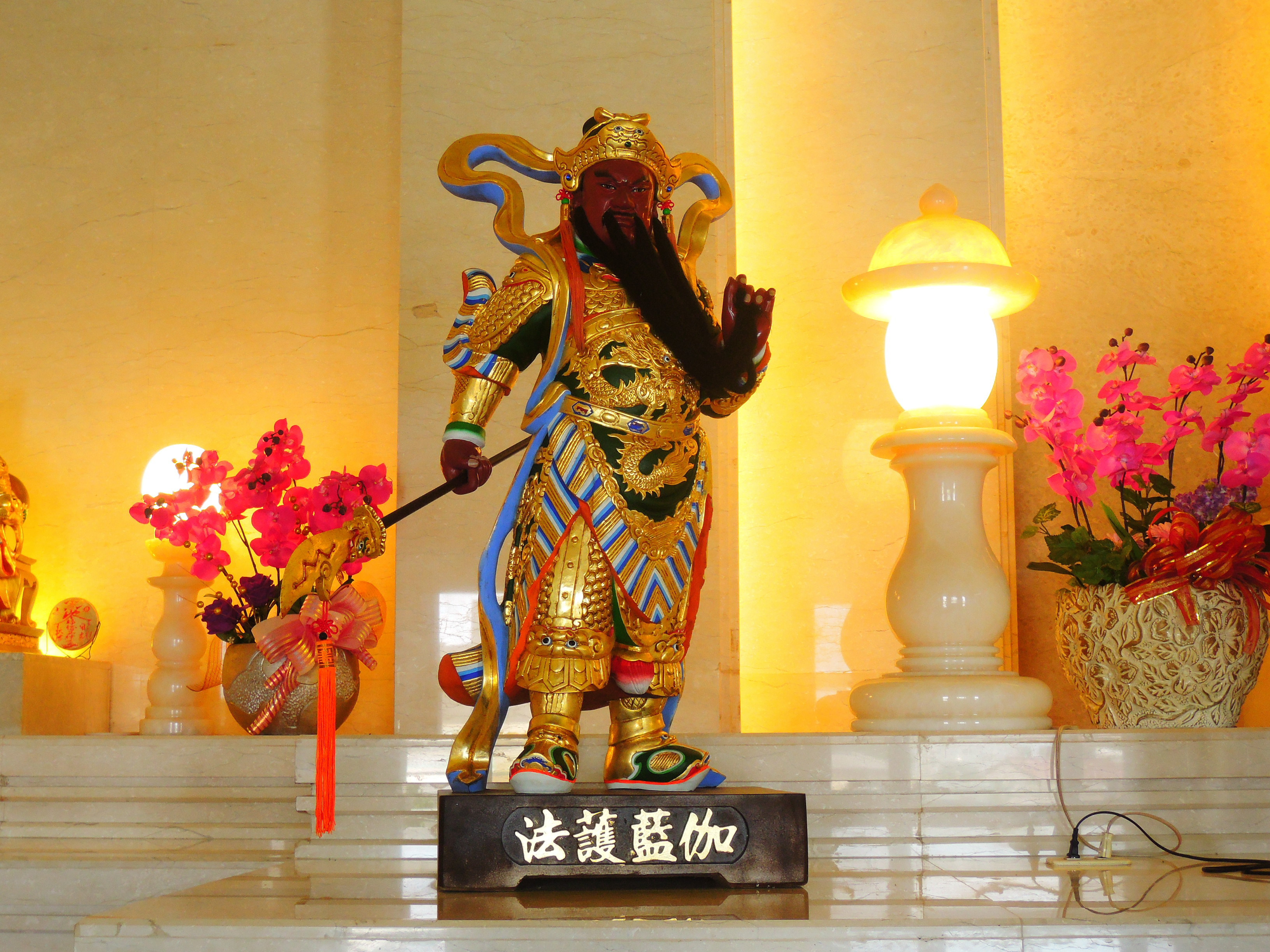
伽藍菩薩（关羽），攝於澎湖縣西嶼鄉的大池西林寺。

《七佛八菩薩大陀羅尼神咒經》中記載十八位伽藍神的名稱：「護僧伽藍神斯有十八人，各各有別名：一名美音、二名梵音、三名天鼓、四名巧妙、五名歎美、六名廣妙、七名雷音、八名師子音、九名妙美、十名梵響、十一名人音、十二名佛奴、十三名歎德、十四名廣目、十五名妙眼、十六名徹聽、十七名徹視、十八名遍觀。」
拘萨罗国的波斯匿王、祗陀太子與給孤獨長者因為捐贈「祗樹給孤獨園」給佛陀和僧團，於是也被視為伽藍神。
此外，泉州、漳州、臺灣民間信仰中的伽藍尊王並非伽藍神。「由神尊來源與神名、神尊造型、神誕日祭典、神格神能之差異等方面，證明不同於關公信仰，也非佛教的伽藍護法，而純粹是一種民間信仰的神祇。」

### 漢傳佛教伽藍神
中國唐宋時，禪宗道場已有供奉伽蓝菩薩的風俗。:2770《釋氏要覽》云：「寺院既有十八神護，居住之者，亦宜自勵，不得怠惰為非，恐招現報耳。」又云：「一切神皆有無數眷屬，即是分任守護也。」《景德傳燈錄》中亦有記載唐代高僧拾得杖打伽藍神之傳說。日本僧人成尋所著《參天台五臺山記》記錄很多北宋寺院常見之伽藍神，包括東嶽大帝、五通神、白鶴靈王、平水大王等，大多是民間道教神祇。南宋和明代盛行的禪宗伽藍神如招寶七郎、祠山大帝、華光大帝、五福大帝等則隨佛教傳播至日本，現今中國較為少見。如杭州《淨慈寺志》載：「伽藍殿三楹，在毘盧閣基之左，內供護敎明王、華光、修利及六甲諸神。」，現今已無。時至今日，佛教道場每日的早晚課誦中，都會誦《伽藍讚》：「伽藍主者，合寺威靈，欽承佛敕共輸誠；擁護法王城，為翰為屏，梵剎永安寧。」以感恩伽藍菩萨護法的功德。也有人會把伽蓝菩萨印在佛教书籍的末页，以此希望得到護法的护持。然而，今天的漢傳佛教多會将伽藍菩薩塑造成關羽的造型。此外，佛寺也會供奉當地守護神為伽藍神。。

### 關羽為伽藍神
佛經並沒有以關羽為伽藍菩薩的記載。關羽成為伽藍神與傳說其協助天台宗祖師智者大師建造玉泉寺有關。最早於唐貞元十八年（802年）董侹所撰之《荊南節度使江陵尹裴公重修玉泉關廟記》中敘述智者大師在晚上在山中坐定時，關羽顯現，願助智顗建寺。後因此傳說，而在玉泉寺旁建玉泉祠祭祀關羽以感念其功勞，並流傳關羽會顯靈守護僧侶財物、飲食。宋代僧侶傳布智顗降服關羽厲鬼，為關羽授戒的故事，佛教進而吸收關羽為佛教護法神。在元明此說法因為章回小說而廣為流傳，《三國演義》中關羽死後冤魂皈依三國普淨和尚。關羽作為佛教護法神的信仰廣泛傳佈至民間。光緒十一年（1885年）所編的《玉泉寺志》一併記錄皈依普淨和智顗兩種說法
雖然《智者大師別傳》並無關於此事的記載，但是宋沙門曇照註云：「常聞此寺是故蜀將關王神力所造。玉泉寺記略不言之。」，「一夕雲霧開爽月明如晝，有二聖者部從威儀如王者狀。長者美髯而豐厚，少者褁帽而秀發。師遂顧問聖者何來？曰：『予乃蜀前將軍關羽兒子曰平。』」《佛祖統紀》也採納此註。
明代之前少見以關羽為伽藍神的明確記載，到清代關羽漸漸地成為主流的伽藍神，跟韋馱並列，成為中國佛教寺院的兩大護法。後來更有把關羽的祭典日──農曆五月十三日或者六月廿四日──當成伽藍菩薩的聖誕。部分佛寺專門為此舉行佛事以示紀念，少數佛寺還建「關帝殿」、「伏魔殿」或「武財神殿」供奉關羽。
漢地佛寺以關羽為伽藍神，係一種佛教融合中國文化的現象，由漢族神祇守護佛寺，可見佛教欲拉攏民間信仰之情形；另外，張志江指出，關羽的地位藉著佛教勢力提高：「脫離了染祠淫祀的行列，堂而皇之地進入了佛教的殿堂，在人們心目中不再是邪神厲鬼，其神格日益趨向於善」，關羽信仰也便能迅速向全國擴散。

### 日本佛教伽藍神
日本的伽藍神多供奉於禪宗寺院，模仿中國五山十剎的配置。曹洞宗和臨濟宗模仿阿育王寺、徑山寺、天童寺等地；黃蘗宗則供奉湧泉寺的伽藍神或福建傳來的鄉土神，具有鮮明地區性。這些佛教信仰大多於中國衰落，但仍有少部分保存。建長寺保存現今最古老的伽藍神像。
- 招寶七郎：同時具有山神、海神、財神的性質，又稱「大權修利（理）菩薩」，封助靈侯。供奉在浙江定海縣之招寶山，故稱「招寶七郎」。相傳為阿育王之第七子，曾護送舍利至中國。阿育王寺舍利殿中有其塑像。其經典形象為右手舉在額邊作眺望狀，被寫入《水滸傳》以形容動作。[5]傳說道元禪師回日本時即以之做保護神，所以現在所有的日本曹洞宗寺院均供招寶七郎。九州多地仍有七郎神社。招寶七郎與大權修利可能原為不同神明，不過在南宋時代，他們已經形成一個不相離的神明。[5]
- 祠山尊王：名張渤，字伯奇，古時的水利專家，相傳有法力，化身為豨龍治水。南宋時代，祠山張大帝的信仰非常流行。《西湖二集》有「祠山張大帝，天下鬼神爺」的記載。[5]建長寺、建仁寺、東福寺、泉涌寺多地皆供奉其為伽藍神。常配祀掌簿判官、感應使者為從神。
- 華光大帝：又稱「華光菩薩」、「五顯大帝」，即道教「馬靈官」。具有火神、財神性質。[5]流行於明代，隨黃蘗宗傳入日本的伽藍神。如普陀山普濟寺、京都萬福寺、仙台大年寺、東京豪德寺、福井永平寺、長崎興福寺[5]之伽藍神。
- 五福大帝：五尊神明合稱，本為瘟神，後成為福州的地方守護神。長崎崇福寺、福州市長樂區潭頭鎮厚福崇聖寺供奉五福大帝供奉其為伽藍神。

## 其他伽藍神
- 五嶽大帝：道教的知名山神。
- 平水大王：即大禹。
- 白鶴靈王
- 白山神：太白山永濟龍王。供奉於天童寺、建長寺。[5]

## 參照
- 伽藍
- 護法

## 外部連結
- 伽藍聖眾之由來及其訛傳